# Wasserburg Rohr
Die Wasserburg Rohr ist eine abgegangene Burg im Stadtteil Rohr des Stuttgarter Stadtbezirks Vaihingen.

## Burg

### Lage
Die ehemalige Wasserburg Rohr lag im heutigen Rohrer Park, einer Grünanlage, die sich etwa 200 Meter von der Schönbuchstraße nach Westen erstreckt und etwa 80 Meter breit ist (Hauptzugang: zwischen Schönbuchstraße 16 und 14). Der Park liegt in einer flachen Senke und schließt zwei kleine Seen ein, den fast dreieckigen Rohrer See oder Feuersee im Osten und den weiter westlich gelegenen Oberen See. Der Obere See besteht aus einer Insel („Seebuckel“), einem flachen Hügel von 20–22 Meter Durchmesser, und dem umgebenden 6–10 Meter breiten Wassergraben.

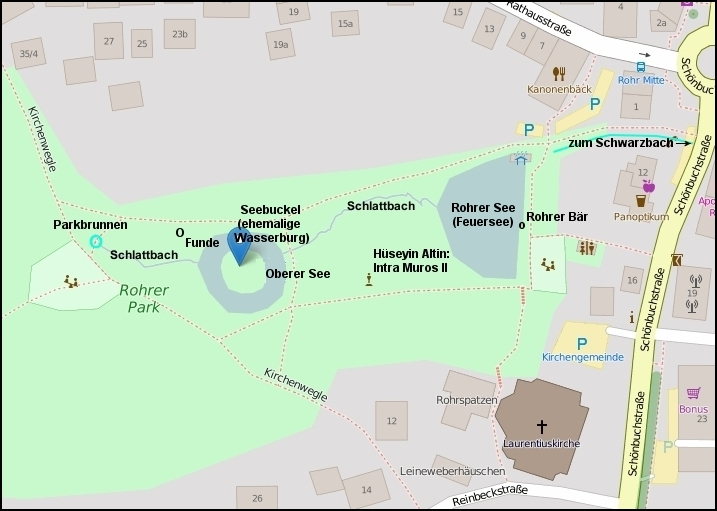
Plan des Rohrer Parks.

### Geschichte

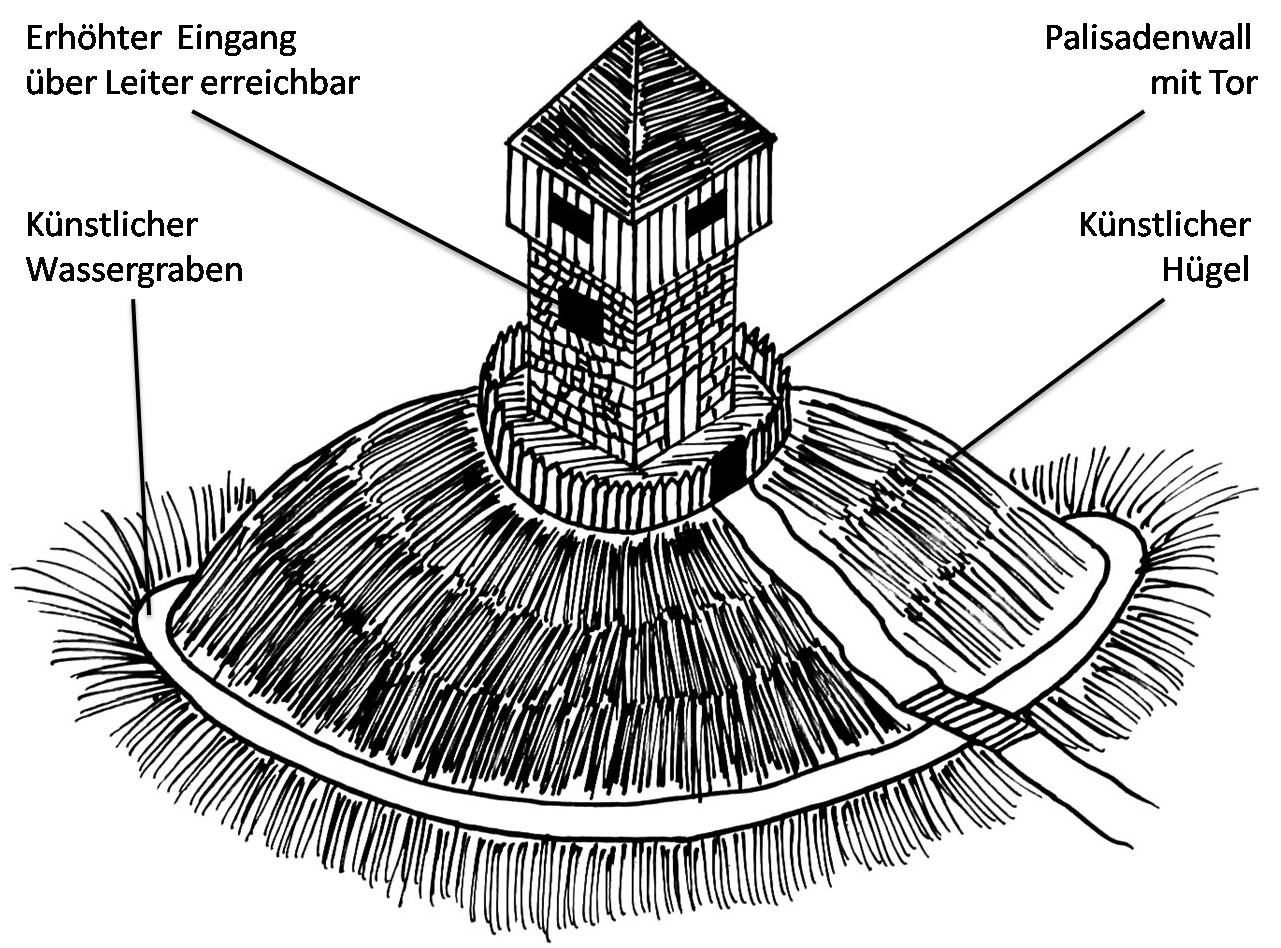
Beispiel einer Turmhügelburg.

Auf dem Seebuckel stand im 13. und 14. Jahrhundert die Wasserburg Rohr vom Typus einer Turmhügelburg (Motte). Die Burg war ein kleines Wohnhaus mit Turm, Wassergraben und Zugbrücke. Der Wassergraben wurde durch den Schlattbach versorgt, der noch heute aus dem Parkbrunnen zum Oberen See und von dort zum Rohrer See fließt.
Die Entstehungszeit der Burg ist nicht belegt. Der unbekannte Schnitzer der Holzstele beim Oberen See (siehe #Zugbrücke) datiert die Entstehung der Burg auf das Jahr 1250. Die ersten Burgbewohner waren die Herren von Rohr. Sie waren Lehensmannen der Pfalzgrafen von Tübingen und traten erstmals 1271 urkundlich in Erscheinung. Die Burg wurde urkundlich zum ersten Mal 1287 erwähnt als „castrum Roristage“, das heißt „Burg Rohr an der Steige“. Mit Steige ist das Gelände gemeint, das vom Rohrer See zur Rohrer Höhe hin von 450 auf 510 Meter Meereshöhe ansteigt. Anlass der Erwähnung war die Zerstörung der Burg im Verlauf der  kriegerischen Auseinandersetzungen zwischen König Rudolf von Habsburg und Graf Eberhard von Württemberg. Nach anderen Quellen, auf die sich offenbar auch der unbekannte Schnitzer der Holzstele stützt, wurde die Burg "Ror" im Reichskrieg 1312 zerstört (siehe Reichskrieg (1311–1312)). Eventuelle Überreste der späterhin unbewohnten Burg wurden wahrscheinlich 1553 bei einem Großbrand vernichtet, bei dem das ganze Dorf Rohr ein Raub der Flammen wurde.
Der Kunsthistoriker Eduard Paulus erwähnte 1852 eine weitere ehemalige Burg:
„Von der Burg führte eine gepflasterte Straße auf den hohen Burgstall, einen westlich von Rohr gelegenen hohen Punkt, auf dem nach der Sage eine Burg gestanden sein soll.“
Mit dem westlich von Rohr gelegenen hohen Punkt ist wahrscheinlich die 1 Kilometer entfernte Rohrer Höhe gemeint. Bisher wurden jedoch auf der Rohrer Höhe keine Spuren gefunden, desgleichen auch keine Überreste des ehemaligen Pflasterwegs.

## Funde

### 19. Jahrhundert
Der Kunsthistoriker Eduard Paulus berichtete 1851 in seiner „Beschreibung des Oberamts Stuttgart“ von Bodenfunden, die „in neuester Zeit“ an der Burgstelle gehoben worden waren. Dazu gehörten „mehrere schön behauene Steine und 4–5 Fuß dicke Mauern“. Außerdem fand man eine Menge Hohlziegel, ein Marienbild, eine Pfeilspitze, eiserne Schnallen und eine steinerne Kugel. Die wertvollen Überreste wurden nicht im Einzelnen registriert und sind verlorengegangen.
An den Fundstücken „zeigten sich häufig Brandspuren, die auf eine gewaltsame Zerstörung hindeuteten“. Die Brandspuren gehen vermutlich auf die Zerstörung der Burg oder den Großbrand von 1553 zurück.

### Reliefstein
1951 wurde im Hof des Hauses Rathausstraße 4 (etwa 200 Meter vom Oberen See und der Laurentiuskirche) ein quaderförmiger Steinblock mit vier Seitenreliefs gefunden und 1953 in das Städtische Lapidarium überführt (Lapidariumssammlung, Nummer 192). Die Reliefs zeigen Stationen auf dem Leidensweg Christi: Kreuzigung, Kreuzabnahme, Pietà und Auferstehung. Nach einer Vermutung des Vaihinger Heimatforschers Walter Mezger (1924–2015) könnte der Steinblock von der Burg oder der Burgkapelle stammen.
| - Reliefstein - Kreuzigung. - Auferstehung. |

### Zugbrücke

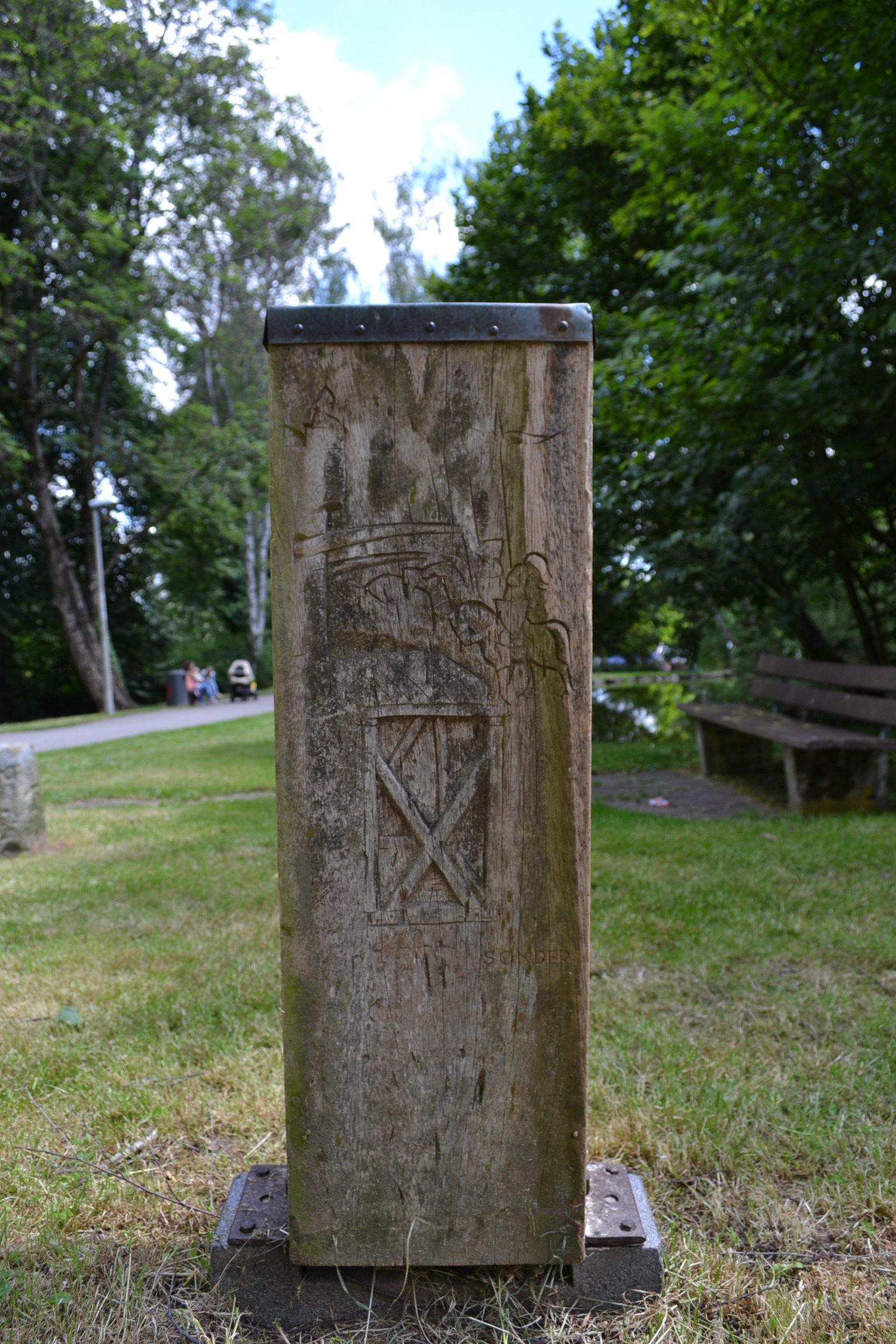
Stele mit Zugbrücke und drei Rittern.
→ Bildkommentar

Eine Holzstele aus einem Vierkantholz mit vier geschnitzten Inschriftseiten ist beim Oberen See in der Nähe einer Drillingsbirke aufgestellt. Sie erinnert an die Reste der Zugbrücke, die hier aufgestellt waren.
Als der Graben des Oberen Sees 1952 entschlammt wurde, entdeckte man neben vielen mittelalterlichen Scherben und Tierknochen einige gut erhaltene Gefäße, Siebe, Lampen, eine alte Sichel und einen Dolch. Ein 19 cm hoher Tontopf mit waagrecht umlaufenden Riefen wird im Württembergischen Landesmuseum Stuttgart aufbewahrt (Abbildung: #Bührlen-Grabinger 1993, Seite 89).
Außerdem wurden Teile der ehemaligen Zugbrücke, die über den Burggraben führte, gefunden. Die Reste des Brückenunterbaus und der Wippbäume zum Hochziehen der Brücke bestanden aus dicken Eichenbalken und wurden 1964 bei ihrem Fundort am Oberen See aufgestellt (Fotos der Brückenteile: #Bührlen-Grabinger 1993, Seite 86, #Zürn 1956).
Durch Witterungseinflüsse und mutwillige Zerstörung wurden die Brückenteile jedoch binnen weniger Jahrzehnte vernichtet, so dass ihre Reste abgetragen werden mussten. Die Holzstele eines unbekannten Schnitzers legt nun mit ihrer Inschrift Zeugnis ab von dem Fund:
„Diese [nicht mehr vorhandenen] Balken sind die Reste des Unterbaus der Zugbrücke und der Wippbalken zum Aufziehen der Brücke. Die Balken wurden 1952 hier ausgegraben und 1964 vom Gartenbauamt Stuttgart aufgestellt.“
Aber auch dieses Schnitzwerk eines unbekannten Heimatfreundes, der dafür viele Stunden seiner Freizeit opferte, wurde bereits zum Opfer eines einfältigen Vandalen, der sein Messer an den Kanten der Stele ausprobiert hat (im August 2016 lagen noch die frischen Späne der Zerstörungsarbeit vor der Stele).
Abbildung oben: Die Stele zeigt den Burgturm (links), den Unterbau der Zugbrücke, darüber die zwei Wippbäume und drei Ritter, die in die Burg hineinreiten.

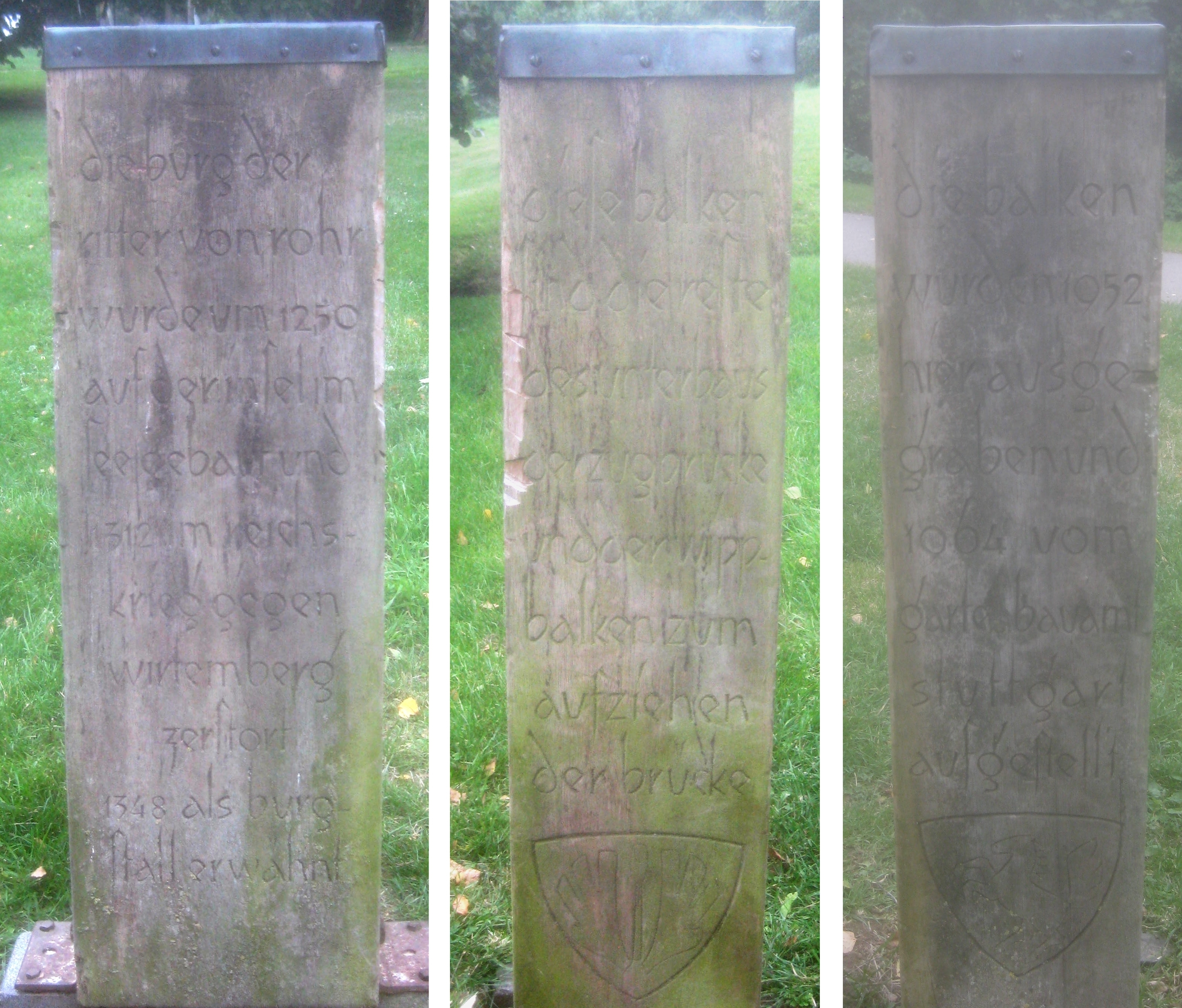
Inschriften der Holzstele.
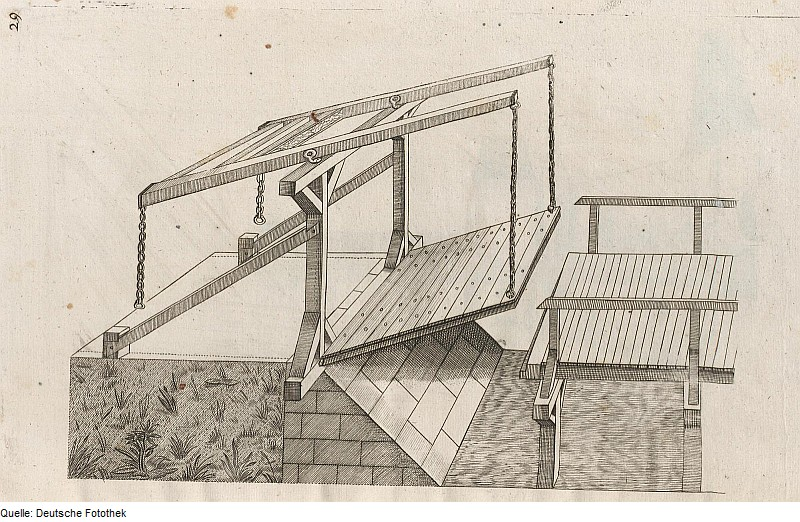
Beispiel einer Zugbrücke mit Wippbäumen.

Ein Spaziergänger unserer Tage, der aus Rohr stammende Journalist Erik Raidt, berichtet in seinem Blog „In 80 Zeilen um Stuttgart“ über seine Wiederbegegnung mit der Rohrer Burg:
„Im Park, in dem der Rohrer See liegt, gibt es oberhalb des Bärensees einen zweiten, noch kleineren See. Inmitten des Sees liegt eine winzige Insel. Früher dachte ich immer, dass dort einst eine Ritterburg gestanden hat. Lustig, was man sich als Kind so ausdenkt, weil bei klarem Verstand ist das absolut lächerlich. Es müssten schon Bonsai-Ritter gewesen sein, die auf so einer Insel eine Burg hätten bauen wollen.“
Als Erik Raidt die Holzstele mit den Gedenkinschriften bemerkt, muss er sein Urteil über die Bonsai-Burg revidieren.

### Grenzsteine
Beim Oberen See wurden in der Nähe der Holzstele zwei historische Grenzsteine aufgestellt. Es ist nicht bekannt, wo sie gefunden wurden. Sie tragen die Nummern 44 und 47 und an einer Seite den Buchstaben „R“ für Rohr und an einer anderen Seite ein griechisches Kreuz „+“. Die übrigen Zeichen sind nicht lesbar.
| - Grenzsteine - Inschrift „R“ für Rohr. - Inschrift „+“. |